# Hartmanice, České Budějovice
Hartmanice là một làng thuộc huyện České Budějovice, vùng Jihočeský, Cộng hòa Séc.